# Терехов, Иван Акинфович
Иван Акинфович (Акинфиевич) Терехов (26 сентября [8 октября] 1835, Екатеринбург, Пермская губерния — 18 [30] марта 1880, Екатеринбург, Пермская губерния) — российский фотограф и основатель первого фотоателье в Екатеринбурге. Основатель фотографической династии Тереховых, екатеринбургский купец 2-й гильдии, член УОЛЕ. Обладатель множества наград за работы по фотографии. По разрешению князя Алексея Александровича выставлял на своих работах изображение имени Его Императорского Высочества.

## Биография
Родился 26 сентября 1835 года в Екатеринбурге Пермской губернии в семье мещан.
С конца 1850-х годов вся семья проживала в собственном полукаменном двухэтажном доме на Главном проспекте, 8 (сейчас проспект Ленина) в Екатеринбурге. Иван окончил Екатеринбургское уездное училище. Родной брат Ивана — Николай Акинфович Терехов.
Был гласным Екатеринбургской городской думы в 1876—1880 годах, старостой церкви при Екатеринбургском тюремном замке в 1876—1880 годах, учредителем и членом УОЛЕ с 1870 года.
Занятие фотографией приносило хороший доход, что позволило Терехову стать купцом 2-й гильдии. Однако расточительный образ жизни привёл его к банкротству в 1880 году. Так, российский историк и краевед Н. К. Чупин в одном из своих писем отмечал: «Терехов получает весьма много за свои поистине художественные работы, но по своей артистической натуре живёт слишком на широкую ногу. В начале прошлого года только помощь золотопромышленника богача и самодура Колчина спасла его от продажи всего имущества за долги с аукциона». В 1881 году дом Терехова по адресу Главный проспект, 8 за долги перешёл екатеринбургскому «Городскому общественному банку», а 12 мая 1881 года на торгах он был продан верх-исетскому священнику Земляницину.
13 июля 1879 года в возрасте 35 лет умерла жена Ивана Акинфовича Александра Савельевна (урожденная Голышева), оставив супругу малолетнего сына Алексея, который скончается 18 апреля 1881 года. Портрет Александры Савельевны, написанный художником А. И. Корзухиным, находится в Екатеринбургской картинной галерее.
Иван Акинфович скончался через год после супруги, 18 марта 1880 года в Екатеринбурге. Похоронен на Ивановском кладбище рядом с женой.
Александра Савельевна Терехова

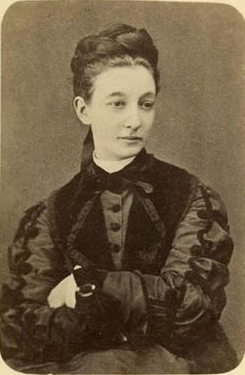
А. С. Терехова (1875)
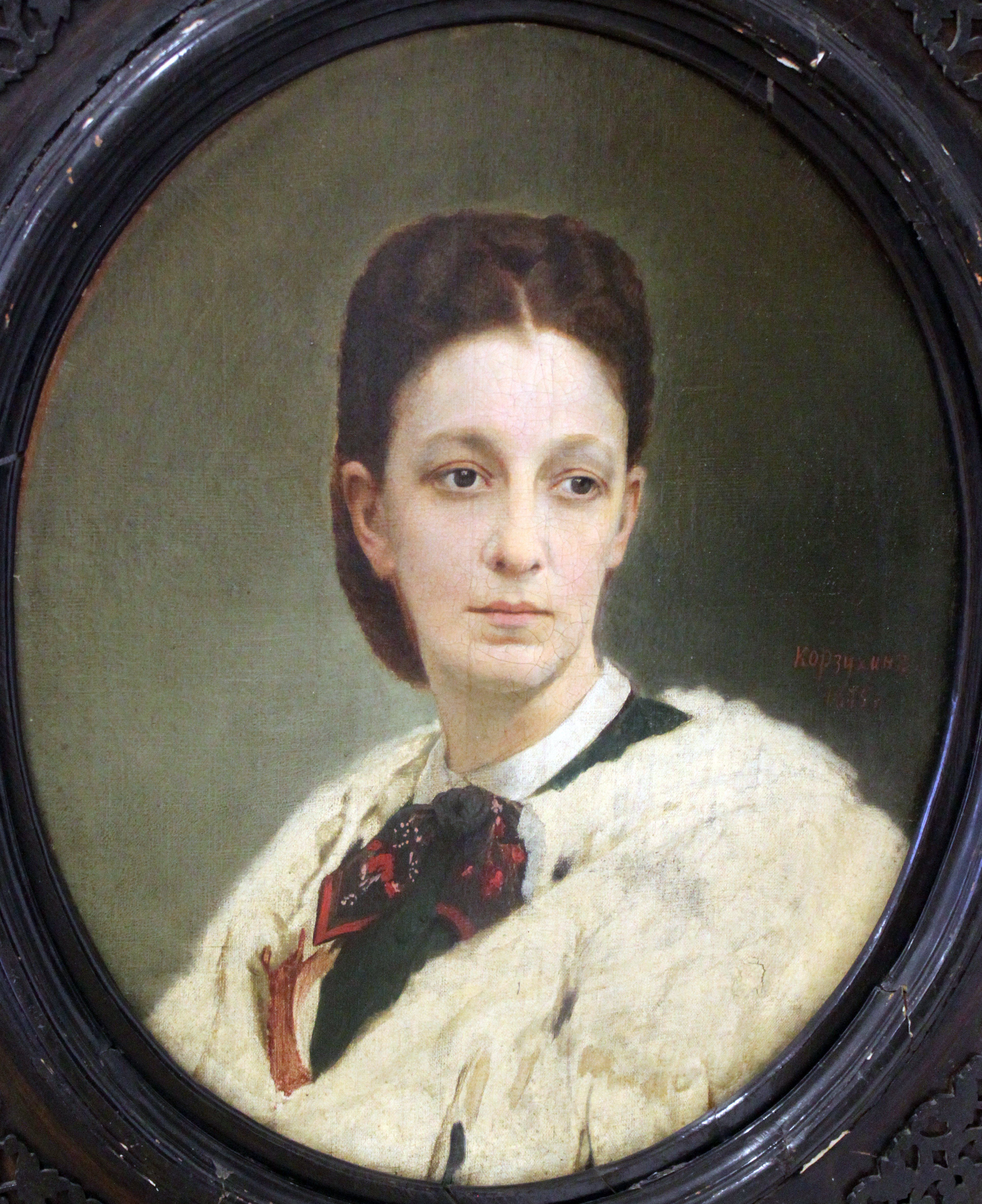
Портрет А. С. Тереховой (А. Корзухин, 1875)
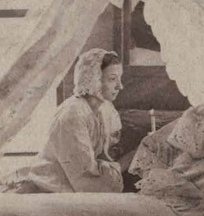
А. С. Терехова в спальне (1879)

## «Фотограф И. Тереховъ»

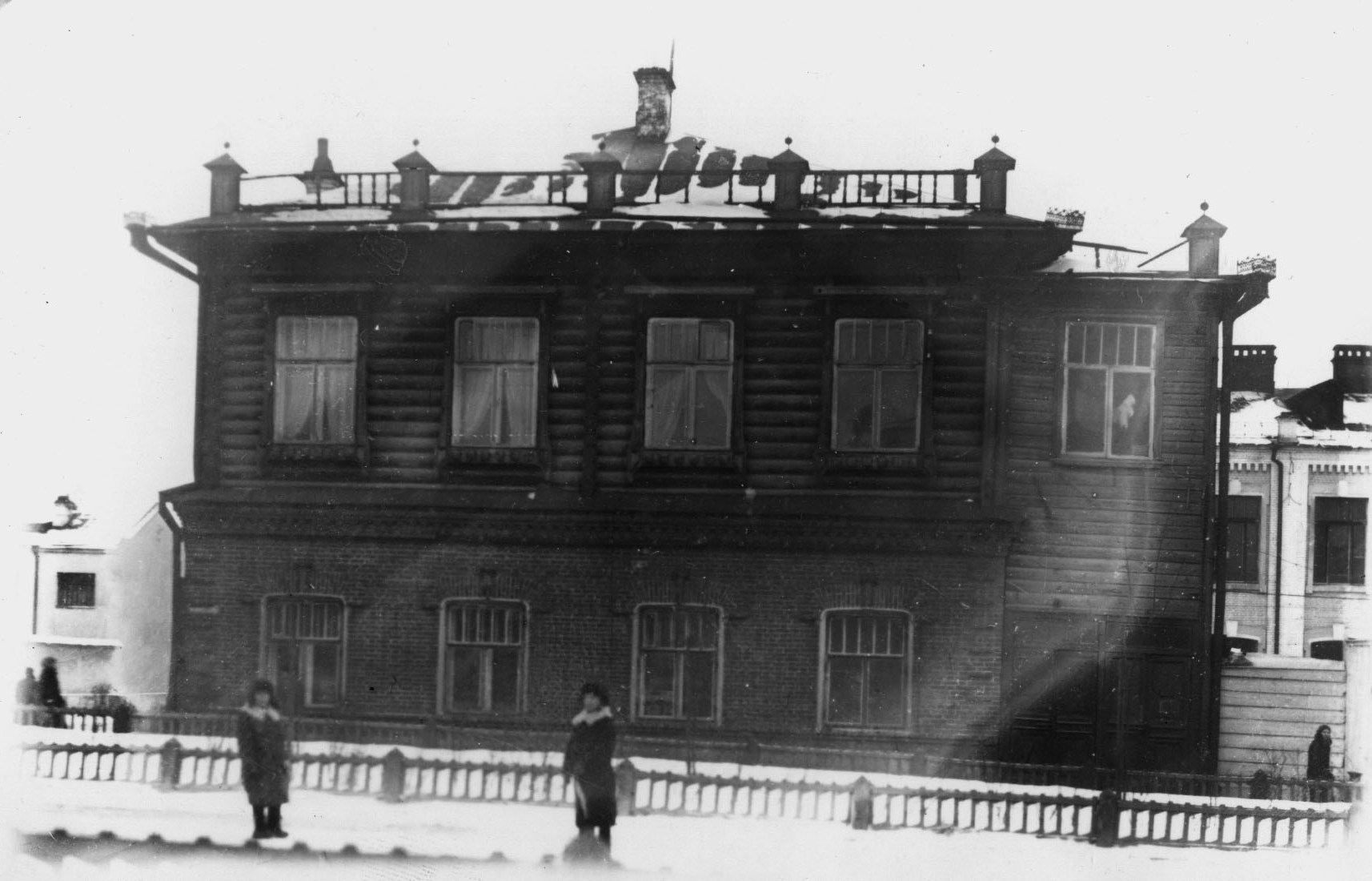
«Фотограф И. Тереховъ» (Главный проспект, 8)

Иван Терехов открыл первую в городе фотомастерскую «Фотографія Терехова въ Екатеринбургѣ» на первом этаже своего дома на Главном проспекте. До наших дней здание не сохранилось, а на месте дома сейчас расположена галерея «Главный проспект».
С февраля по март Иван Терехов работал на Ирбитской ярмарке. Так, в 1863 году в газете «Ирбитский ярмарочный листок» было подано объявление: «Фотограф Иван Терехов. Мастер своего дела». Его фотография располагалась в доме наследников Мензелинцева напротив Пассажа. «Снимаю фотографические портреты разной величины и группы; пасмурная погода не препятствует фотографическим работам».
«Ирбитский ярмарочный листок» сообщал, что «Терехов приобрёл себе прочную репутацию: здесь работа его, как сказывают, всегда предпочитается всем другим фотографам, иногда заезжающим к нам, и потому эти господа, встречая столь неприятного конкурента, обыкновенно весьма скоро оставляют наш город». Продавал фотокамеры, привезённые из Франции.
В 1875 году «Ирбитский ярмарочный листок» отмечает, что «И. А. Терехов настойчивым неутомимым трудом, с врожденным и развитым художническим чутьем, если можно так выразиться, достиг замечательного совершенства в своих произведениях. …С технической стороны дела г. Терехов не оставляет подвергать самому тщательному выбору приобретение и самых мелких принадлежностей и не щадит никаких средств, чтобы следить постоянно за всяким усовершенствованием по фотографии… Нам остается только ещё сказать, что богатый город Екатеринбург, где постоянно живёт г. Терехов, заключает в среде своей много хорошо образованных и развитых людей, которые при частом посещении ими наших столиц и центров цивилизации западных государств до утонченности развили свой вкус ко всему изящному, и поэтому г. Терехов, став уже в уровень с требованиями общества и превосходя его ожидания, будет постоянно находить в их среде хороших ценителей своих артистических произведений».
Иван Терехов фотографировал в Екатеринбурге и других уральских городах, создавал «портреты и карточки большого и малого объёма, стереоскопические виды». В 1871 году безвозмездно передал УОЛЕ 990 фотографических рисунков, которые использовались в качестве иллюстраций в «Записках УОЛЕ», большой  альбом фотографических карточек членов общества УОЛЕ и окаменелость (неполный череп носорога). Из воспоминаний современника: «Пять человек с фотографом И. Тереховым сами на себе во время всего нашего пути в Чёртову Городищу семь верст несли аппараты, приборы, воду и вообще все необходимое, что требовалось для фотографии. Плодом трудов этой экспедиции стали три фотографических снимка для III тома „Записок Уральского общества“. Для ученого доклада фотограф изготовил цветной — собственноручно подкрашенный — снимок редкого растения».
После смерти Ивана Акинфовича работу в фотографической мастерской продолжил его брат Николай Терехов.

## Работы
- Альбом 1868 года из 25 видов города Екатеринбурга;
- Виды, снятые 3 февраля 1875 года, в день столетия города Ирбит, наружные виды дома городского общества, площади с павильоном над местом закладки памятника императрицы Екатерины II во время молебствия, проект памятника и внутренние виды дома городского общества[11];
- Несколько фотографий вошли в «Альбом костюмов России. 1878» (хранится в Российской национальной библиотеке)[1][15][16];
- Фотографии коронованных особ, в том числе портреты Николая Максимилиановича (11.06.1866), Алексея Александровича (1873), Владимира Александровича (1873)[17].
- 2 снимка видов Шарташских каменных палаток, снятые в мае 1872 года и опубликованные в I томе вып. 1 Записки УОЛЕ 1873 года;
- 3 снимка видов Чёртово Городище, снятые летом 1874 года и опубликованные в III томе вып. 2 Записки УОЛЕ 1876 года.

В Свердловском областном краеведческом музее в 2019 году его работам была посвящена выставка из цикла «Уральские фотографы».

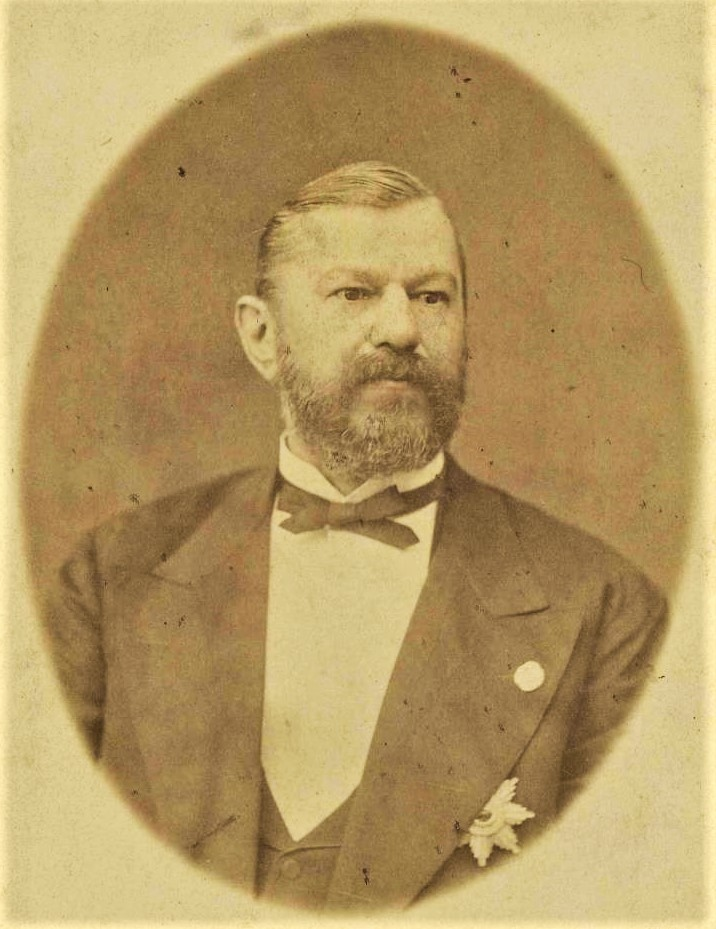
М. А. Нуров, глава Екатеринбурга (между 1873 и 1880)
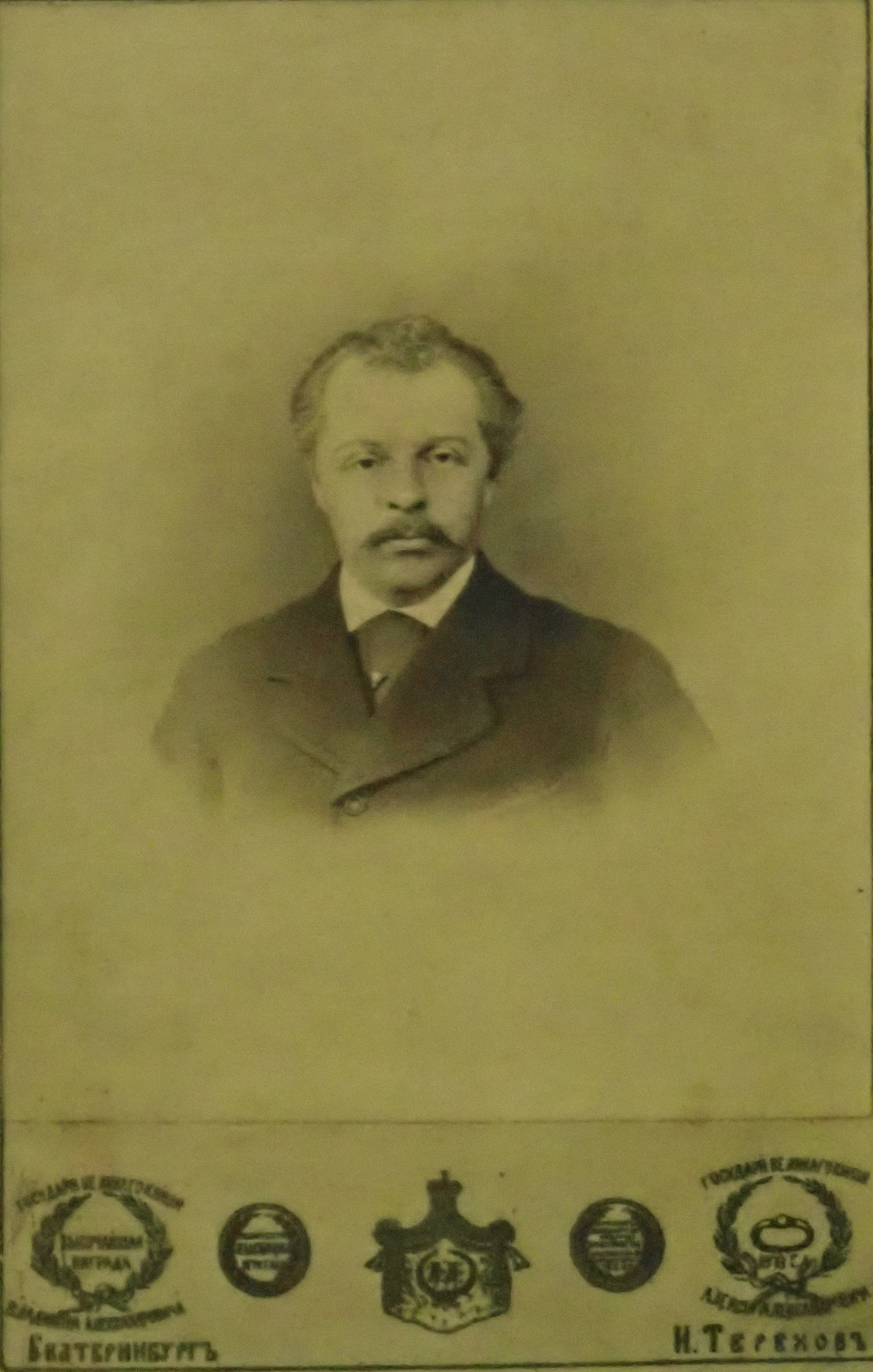
Д.П. Соломирский
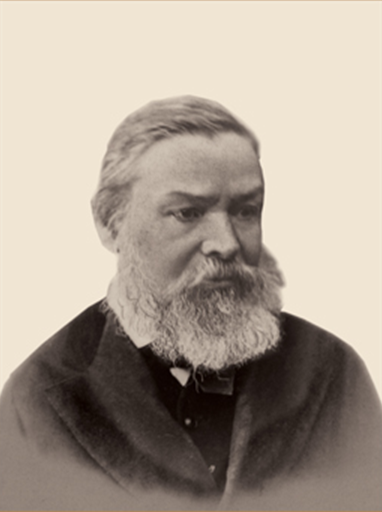
Н. К. Чупин
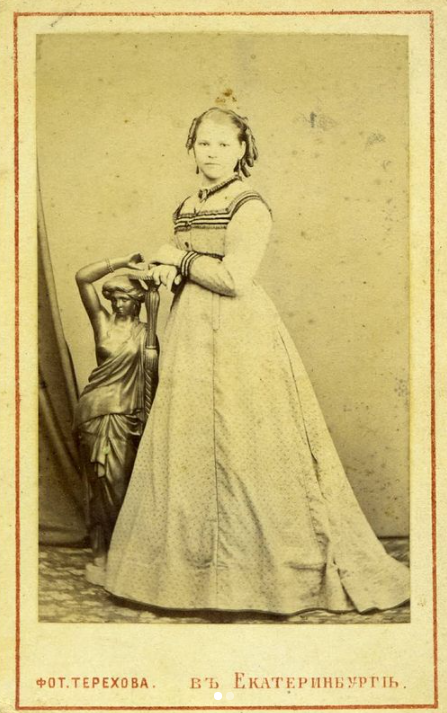
Грехова Александра
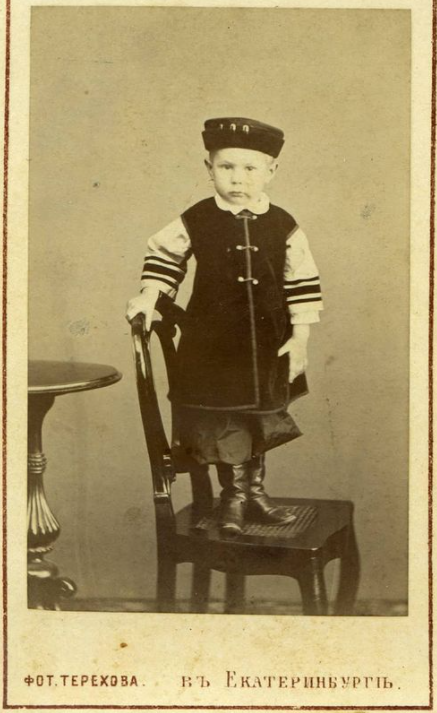
Мальчик в польском костюме

## Награды

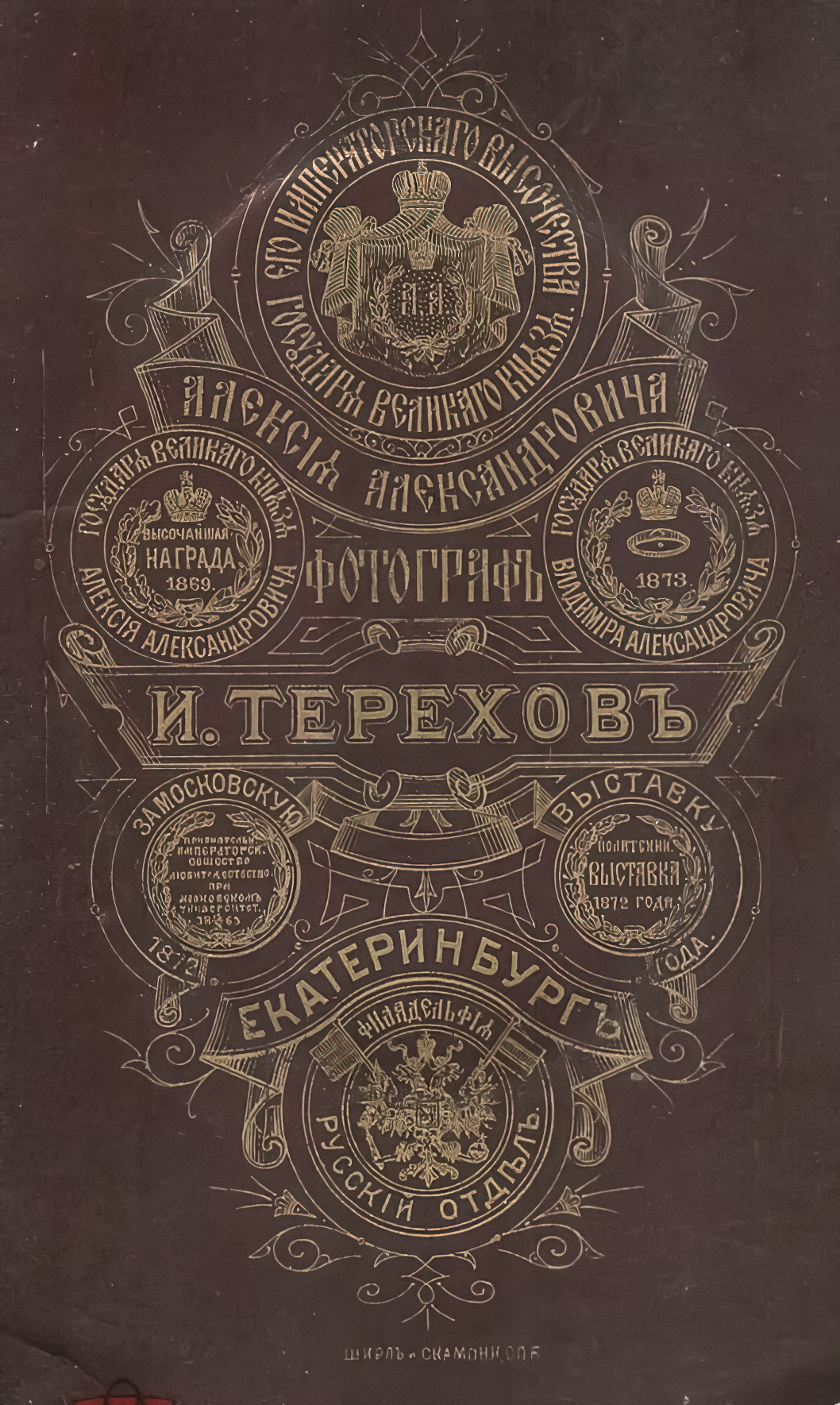
Паспорт наград

За свои достижения Иван Акинфович был неоднократно отмечен наградами:
- 1863 — фотографическая награда от Общества любителей естествознания Московского университета[9];
- 1872 — бронзовая медаль на Всероссийской политехнической выставке в Москве[2][9];
- 1873 — титул «Фотограф Его Императорского высочества государя Великого Алексея Александровича» («фотограф Е.И.В.»)[1][2][9];
- 1873 — высочайшая благодарность от Великого князя Алексея Александровича;
- 1873 — награда от Великого князя Владимира Александровича;
- 1876 — награда от русского отдела Всемирной промышленной выставки в Филадельфии[9];
- 1882 — серебряная медаль на Всероссийской промышленной выставке 1882 года (посмертно)[9].

### XIX век
- Протоколы Екатеринбургской городской думы за 1-е полугодие 1879.. — Екатеринбург, 1879. — С. 140. — 157 с. — ББК 63.3(28-8Пер)522-334ю1.
- И. Терехов. Объявление // Пермские губернские ведомости. — 1866. — № 44 (1 июнь). — С. 175.
- Объявление // Екатеринбургская неделя. — 1881. — № 15. — С. 223.
- Лица имеющие купеческие свидетельства // Пермские губернские ведомости. — 1869. — № 88. — С. 418.
- И. Терехов. Объявление // Ирбитский ярмарочный листок. — 1875. — № 23. — С. 116.
- А. Шмидт. Фотограф-художник И. А. Терехов // Ирбитский ярмарочный листок. — 1875. — № 11. — С. 53.

### Современные
- Терехов Иван Акинфиевич / Е. М. Бирюков, В. П. Микитюк // Екатеринбург : [арх. 7 октября 2021] : Энциклопедия / гл. ред. В. В. Маслаков. — Екатеринбург : Издательство Академкнига, 2002. — С. 548. — 728 с. — 3900 экз. — ISBN 5-93472-068-6.
- Первый фотограф Екатеринбурга Иван Терехов / Е. М. Бирюков // Третьи Татищевские чтения: тез. докл. и сообщ., Екатеринбург, 19-20 апр. 2000 г. — Екатеринбург, 2000. — С. 299—301
- Попов А. Российские фотографы (1839—1930). — Коломна : Музей органической культуры, 2013. — Т. 2. — С. 403. — ISBN 978-5-4465-0052-9. Архивированная копия. Дата обращения: 6 февраля 2021. Архивировано 13 февраля 2021 года.
- Тереховы. Первая выставка из цикла «Уральские фотографы» :  [рус.] // Свердловский областной краеведческий музей.Архивированная копия. Дата обращения: 13 февраля 2021. Архивировано 13 февраля 2021 года.
- Е. Бирюков. Его рукой водила муза, но «пером» был фотоаппарат // «Уральский музей» (газета). — 2005. — № 7.
- Кладбища с историей: где похоронены люди, менявшие Екатеринбург // e1.ru. Архивированная копия. Дата обращения: 14 февраля 2021. Архивировано 13 февраля 2021 года.
- А. Беркович. Утраченный Главный проспект // Домострой. — 2000. — № 5. Архивированная копия. Дата обращения: 30 января 2021. Архивировано 13 февраля 2021 года.
- Екатеринбург : История города в фотографии : Фотоальбом : в 3 т. / сост. А. В. Беркович, О. А. Бухаркина — Изд. 2-е, испр. — Екатеринбург : Некоммерческая организация – Фонд «Фонд развития фотографии», 2015. — Т. 1 : Вторая половина XIX — начало XX веков. — С. 5. — 208 с. — 4100 экз. — ISBN не указан.
- Морозов С. Русская художественная фотография. Очерки из истории фотографии 1839—1917. — М. : Искусство, 1955. — С. 48. — 184 с.
- Альбом костюмов России // отдел эстампов РНБ (Шифр хранения Э АЛЭтн63/3-6).